# Austell
Austell is een plaats (city) in de Amerikaanse staat Georgia.

## Demografie
Bij de volkstelling in 2000 werd het aantal inwoners vastgesteld op 5359.

## Geografie
Volgens het United States Census Bureau beslaat de plaats een oppervlakte van
14,7 km², geheel bestaande uit land.

## Plaatsen in de nabije omgeving
De onderstaande figuur toont nabijgelegen plaatsen in een straal van 16 km rond Austell.